# Quad Electroacoustics
Quad Electroacoustics ist ein britisches Unternehmen, das Hifi-Produkte herstellt.

## Geschichte
Das Unternehmen wurde 1936 von Peter J. Walker (1916–2003) in London als S.P. Fidelity Sound Systems gegründet und noch im gleichen Jahr in Acoustical Manufacturing Co. Ltd umbenannt. Fünf Jahre später wurde der Firmensitz nach Huntingdon verlegt.
Mit den Verstärkern QA12/ und QA12/P wurden 1948 die ersten Produkte für Endverbraucher angeboten. Von 1950 bis 1953 wurde der QUAD I, ein Röhren-Monoverstärker (15 Watt), produziert. Sein Nachfolger, der QUAD II, wurde von 1953 bis 1970 gebaut. 1957 wurde mit dem ESL, später ESL-57, der erste Elektrostat-Lautsprecher weltweit vorgestellt. Er wurde auch mit modernerer äußerer Hülle von der deutschen Firma BRAUN als LE1 in Lizenz gebaut. Zwei Jahre später kam der QC 22, ein Stereovorverstärker mit separatem AM/FM-Tuner, auf den Markt.
1966 wurde der erste Transistorverstärker für den Profimarkt angeboten: 50 und 50/E. Ein Jahr danach wurde die Stereo-Komponenten-Anlage Quad 33 auf den Markt gebracht, die bis 1985 über 100.000 mal gebaut wurde. Von 1975 bis 1982 wurde die Quad-Endstufe 405 und die sie ablösende Endstufe 405-2 gebaut. In den späten 1970er Jahren wurden die Vorstufen 34 und 44 vorgestellt. 1981 wurde mit dem ESL-63 ein neuer Elektrostatenlautsprecher auf den Markt gebracht.
Im Jahr 1982 wurde das Unternehmen schließlich in QUAD Electroacoustics Ltd. umbenannt.
1995 wurde QUAD Electroacoustics Ltd. an die Verity Group plc verkauft, welche auch die Marken Wharfedale und Mission besitzt. Die Produktion wurde vollständig nach Shenzhen in China verlegt.
Im September 1997 wurde QUAD gemeinsam mit Wharfedale Teil der International Audio Group. Seit Walkers Tod besitzt QUAD damit keine Verbindung mehr zur ursprünglich gegründeten Firma mit ihrem einstigen Qualitätsanspruch.

## Hifi-Produkte

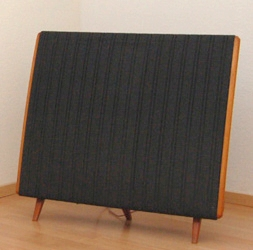
Elektrostatischer Lautsprecher ESL-57 (gefertigt ab Mitte der 1950er Jahre)

Peter Walker verfolgte die Absicht, hochwertige Hifi-Produkte in die Wohnzimmer zu bringen. Berühmt geworden sind die Elektrostaten der Firma Quad, welche von Braun in Lizenz gefertigt wurden. Seit 2013 wird der Braun LE1 von Quad wieder angeboten. Seit Ende 2020 werden von Quad unter der Marke Braun der Smart Speaker LE 01 und zwei kleinere Modelle LE 02 und LE 03 angeboten, in die ein Class-D-Verstärker eingebaut ist.

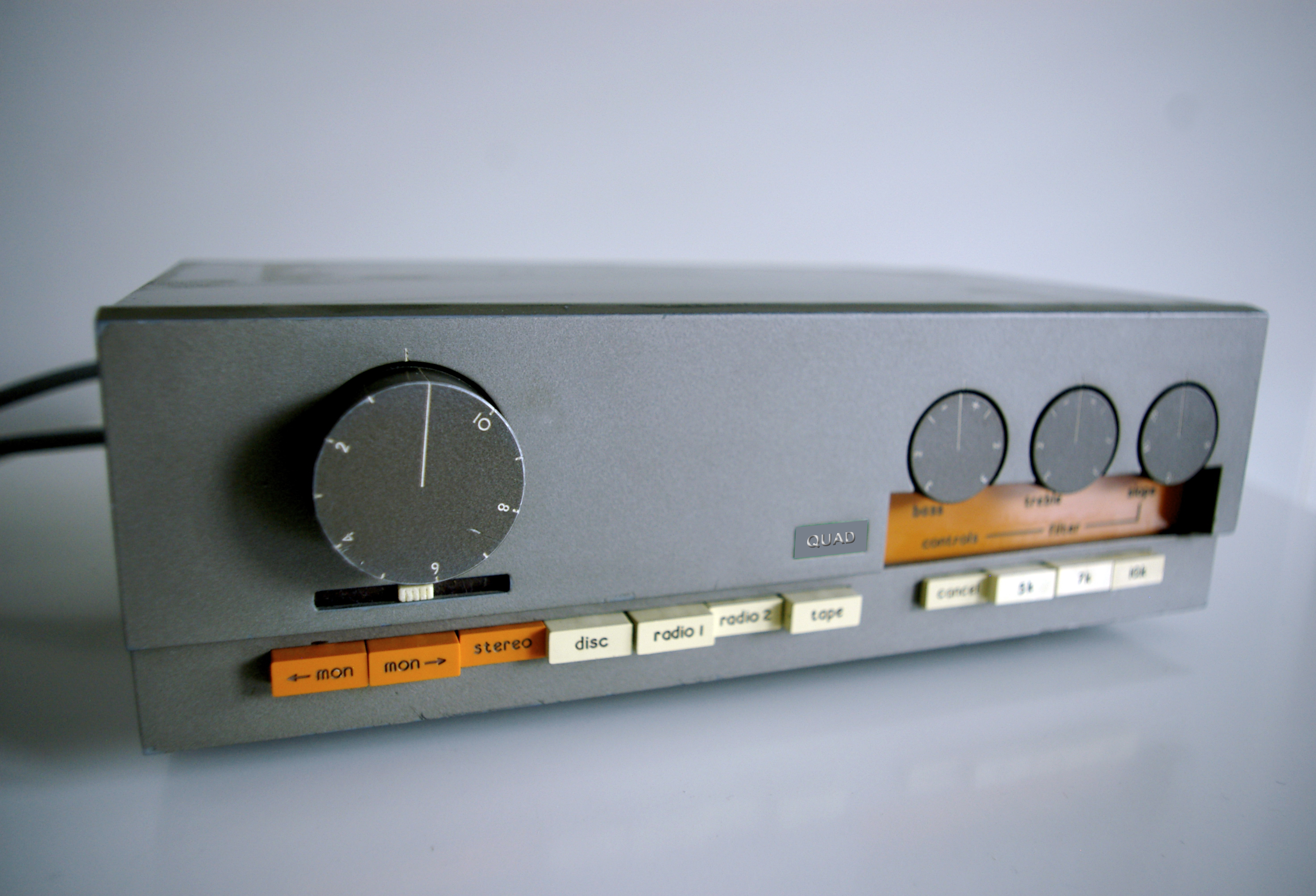
Vorderseite der Vorstufe Quad 33

### Quad II

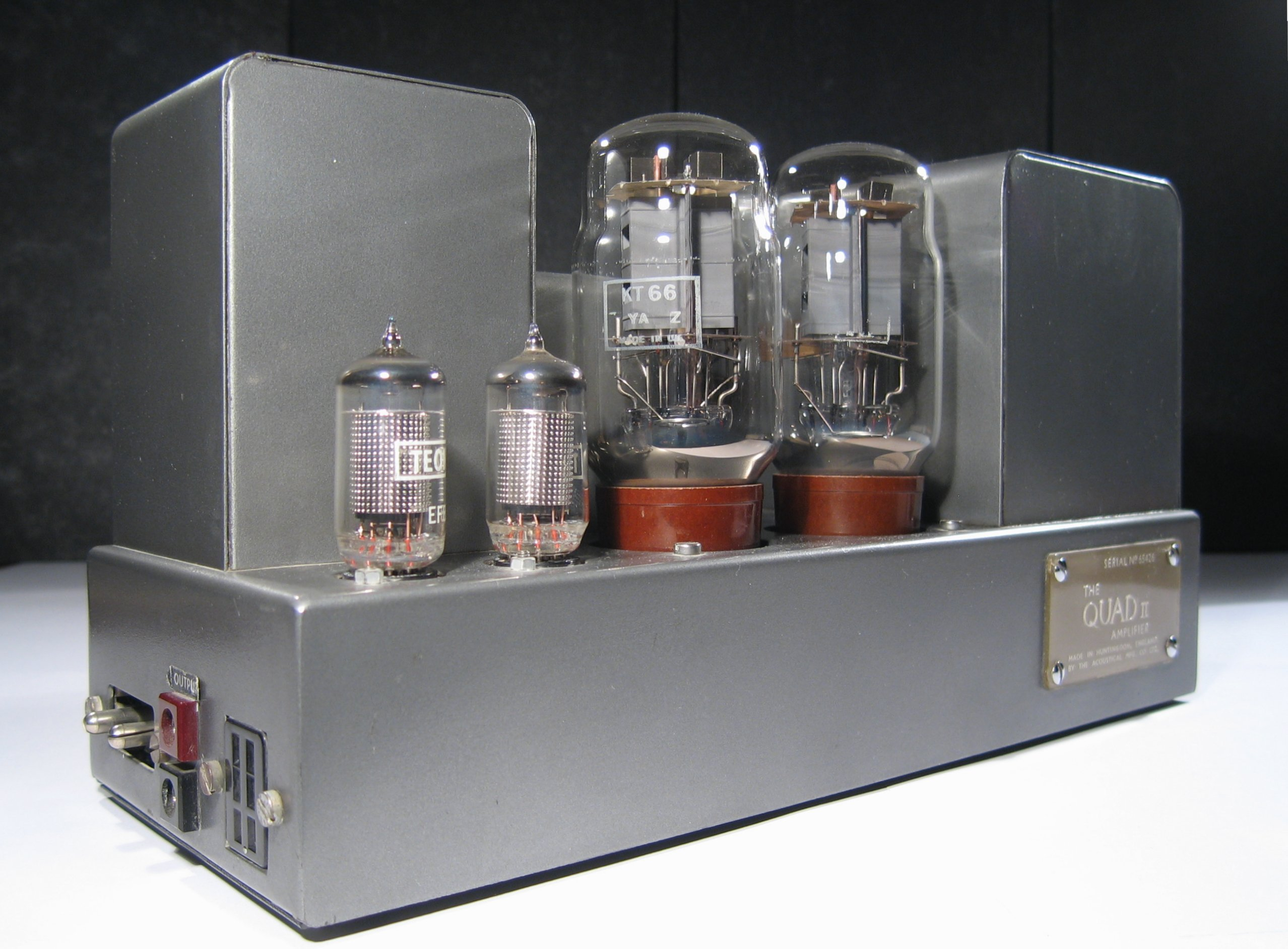
QUAD II

Nach dem Zweiten Weltkrieg entwarf Peter Walker eine Vorstufen-Endstufen-Kombination mit dazugehörigen Radioempfängern. Eine spätere Version mit 40 Watt Ausgangsleistung verwendet die Röhre KT88 anstelle der KT66.

### Quad 33
Diese Vorstufe wurden bei quad electroaccoustics in Huntington zwischen 1967 und 1985 gebaut. Sie gehörte ursprünglich zu einem Set aus dem Vorverstärker, der Endstufe 303 und dem UKW-Radioempfänger FM3 sowie einem Holzgehäuse, in welchem Vorstufe und Empfänger platziert werden sollten. Auch soll es einen Langwellenempfänger gegeben haben. Die Geräte sind schmaler als der HiFi-übliche 19-Zoll-Standard. Klanglich orientiert sich die Anlage eher an den Vorgängermodellen Quad II mit Röhrentechnik.

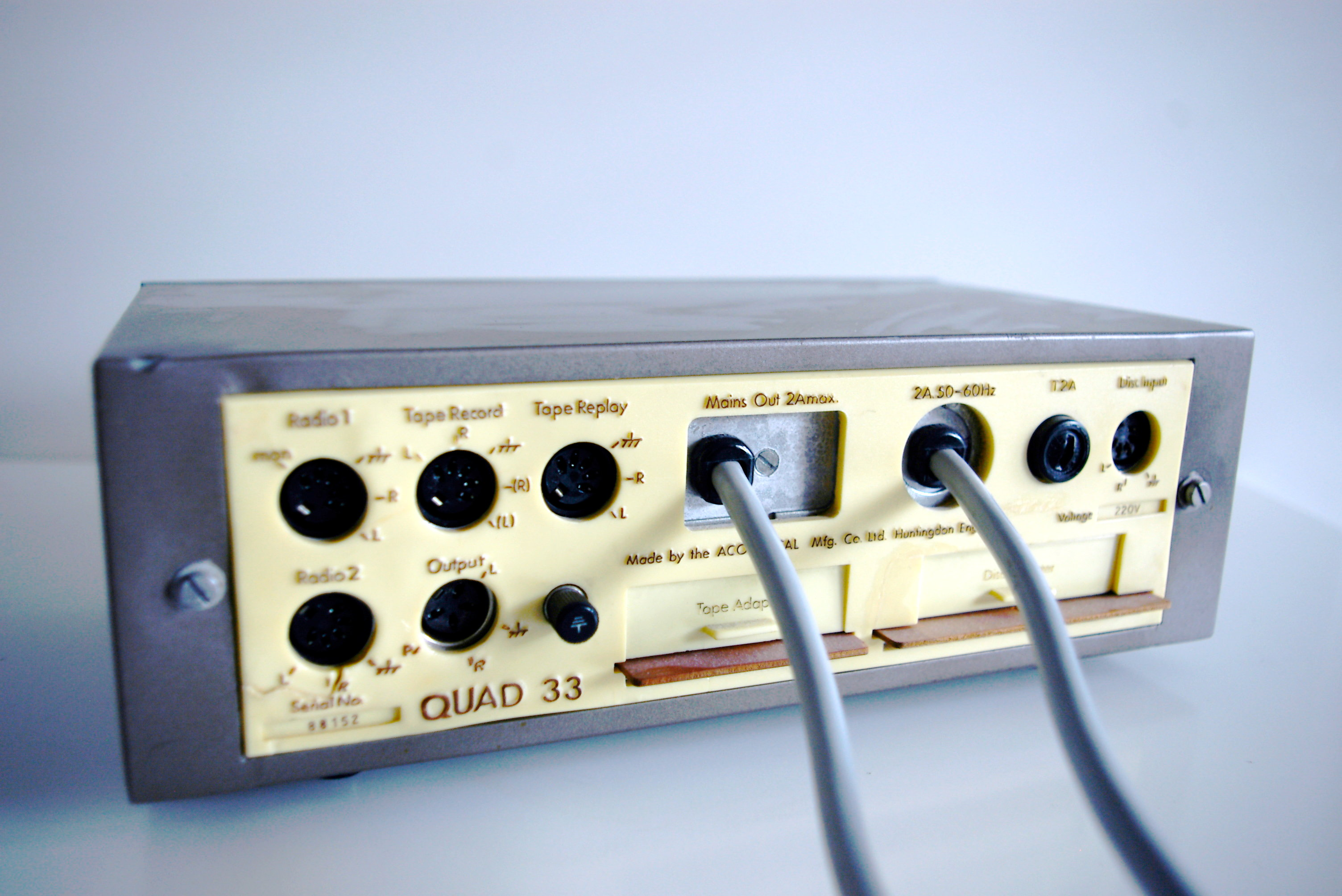
Rückseite der Vorstufe Quad 33

Ein- und Ausgänge: Die Quad 33 verfügt über DIN-Eingänge. Die späteren Modelle der Baureihen 34 und 44 verfügten über Cinch-Eingänge. Auf der Rückseite befinden sich Ein- und Ausgänge für Tonbandgerät (Tape), ein Phonoeingang sowie ein Radioeingang. Bis auf Phono sind die Eingänge auf 100 mV Signalpegel ausgelegt. Da viele Geräte 1000 mV abgeben, können die Eingänge nur mit einem vorgeschalteten Spannungsteiler sinnvoll betrieben werden. Das Tapedeck wird über eine Tape-Leiterplatte angesteuert, auf der Lautstärkeanpassungen vorgenommen werden können. Die Phonokarte ermöglicht Frequenzgang-Entzerrung sowohl für magnetische als auch für Moving-Coil-Abtastsysteme und kann entsprechend umgesteckt werden. Auf der Rückseite befindet sich der 4-polige DIN-Anschluss für die Endstufe.
Das Lautstärkepotentiometer ist gleichzeitig der Ein- und Ausschalter. Dies war auch bei anderen Anlagen dieser Zeit so (z. B. Klein + Hummel, hier allerdings der Höhenpotentiometer). Das Potentiometer ist von schlechter Qualität (schlechter Gleichlauf am Anfang). Die Klangregelung besteht aus Höhen- und Tiefenregler sowie einem Potentiometer für die Regelung bestimmter, über Tasten vorgewählte Frequenzen (quasi-parametrische Klangregelung).

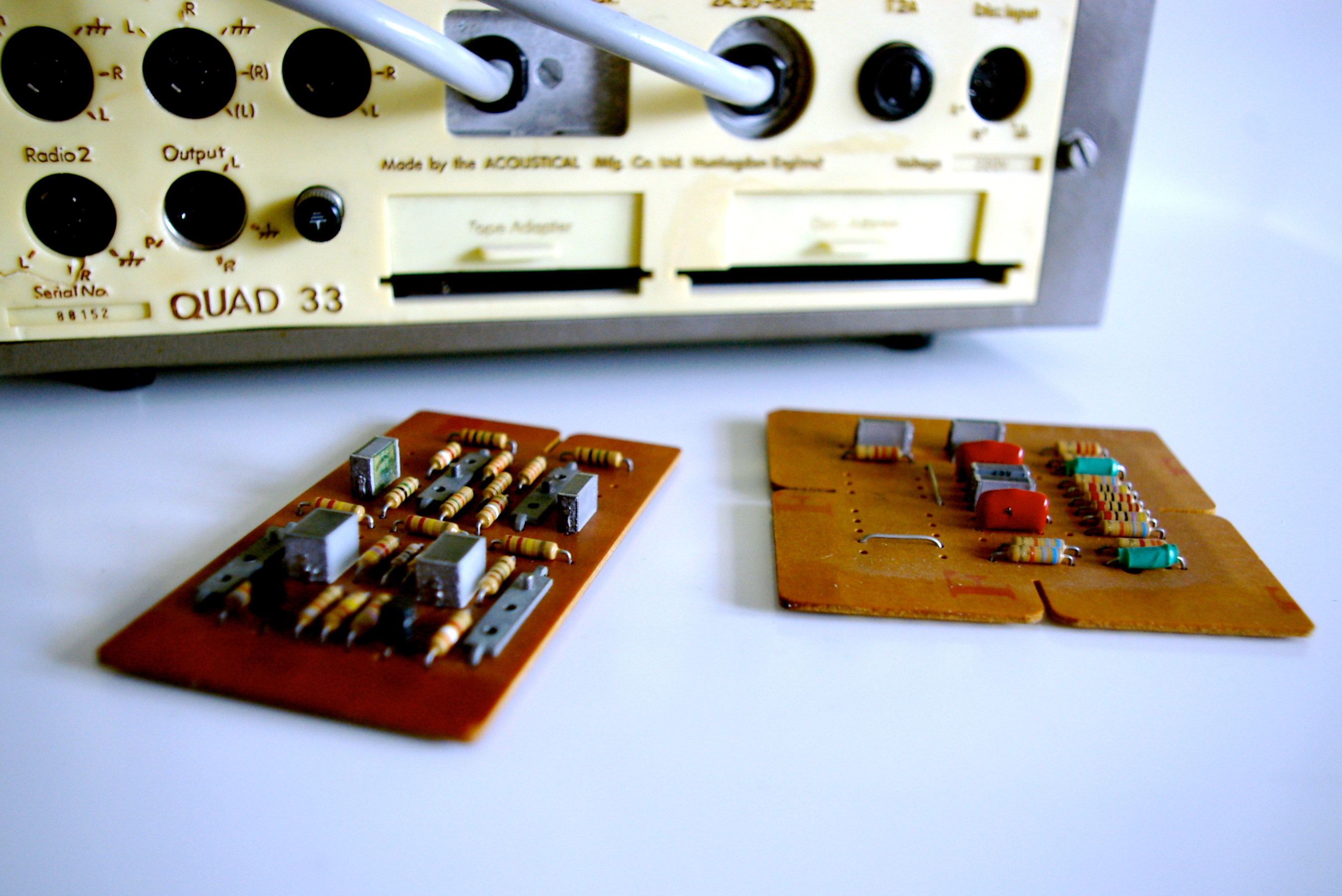
Steckkarten der Vorstufe Quad 33

### Quad FM3

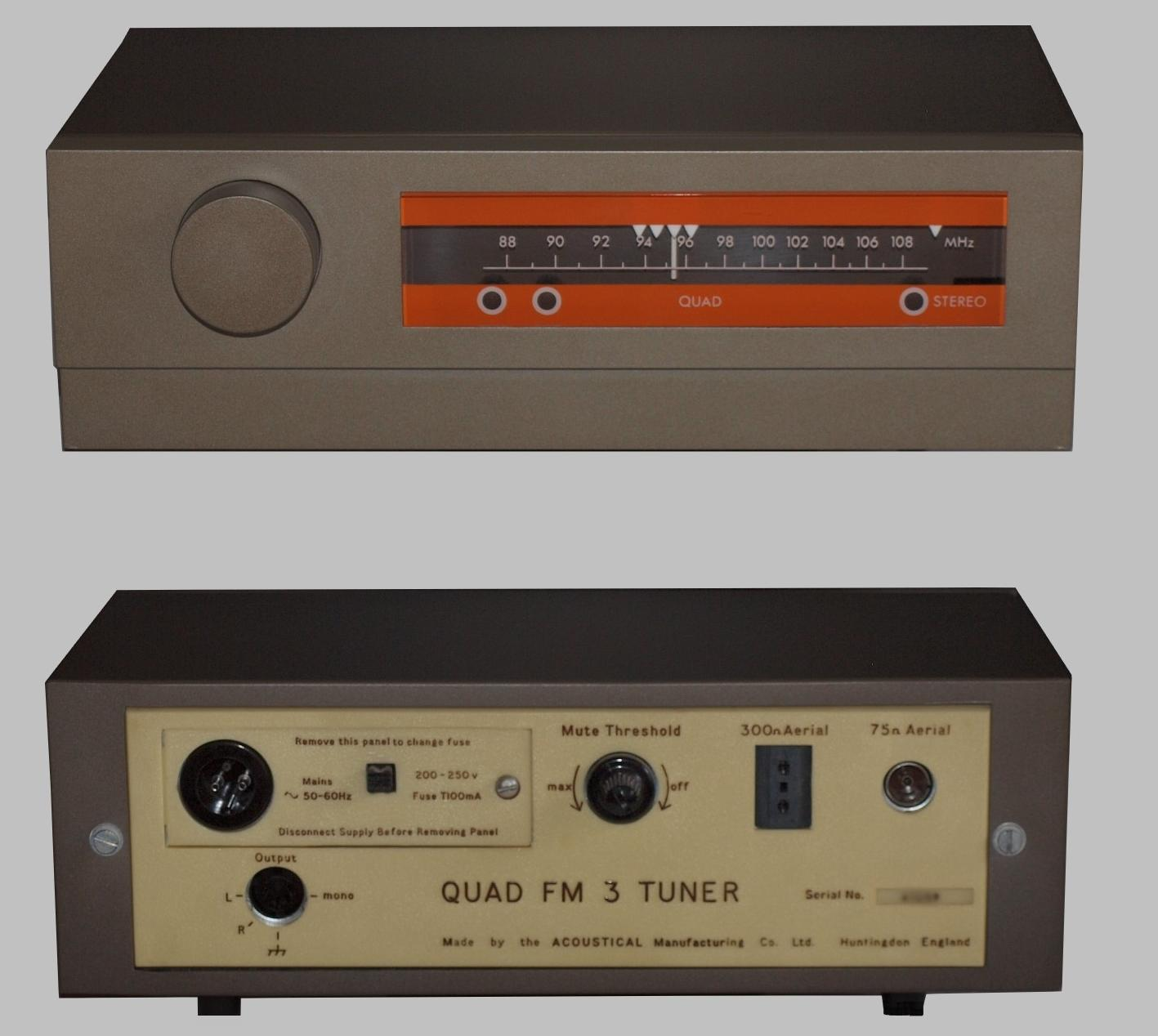
Quad FM3 Tuner

Zusammen mit der Vorstufe Quad 33 wurde im selben Design der volltransistorisierte UKW-Tuner FM 3 entwickelt. Dieser FM-Tuner kommt, bis auf dem großen Drehrad für die Senderwahl, ohne jegliche Bedienungselemente daher. Durch Eindrücken des Senderwahl-Drehrades können über ein mechanisches System 5 Stationen auf der Skala mit Pfeilen markiert werden – ein einfacher, aber sehr effizienter Senderanwahlspeicher.
Der FM-3 ist heute als kompakter, wohlklingender FM-Tuner sehr gefragt, auch wenn der Stereodecoder in diesem Gerät einem „einfachen“ integrierten Schaltkreis überlassen wurde. Die FM3 Tuner laufen in der Regel sehr zuverlässig.

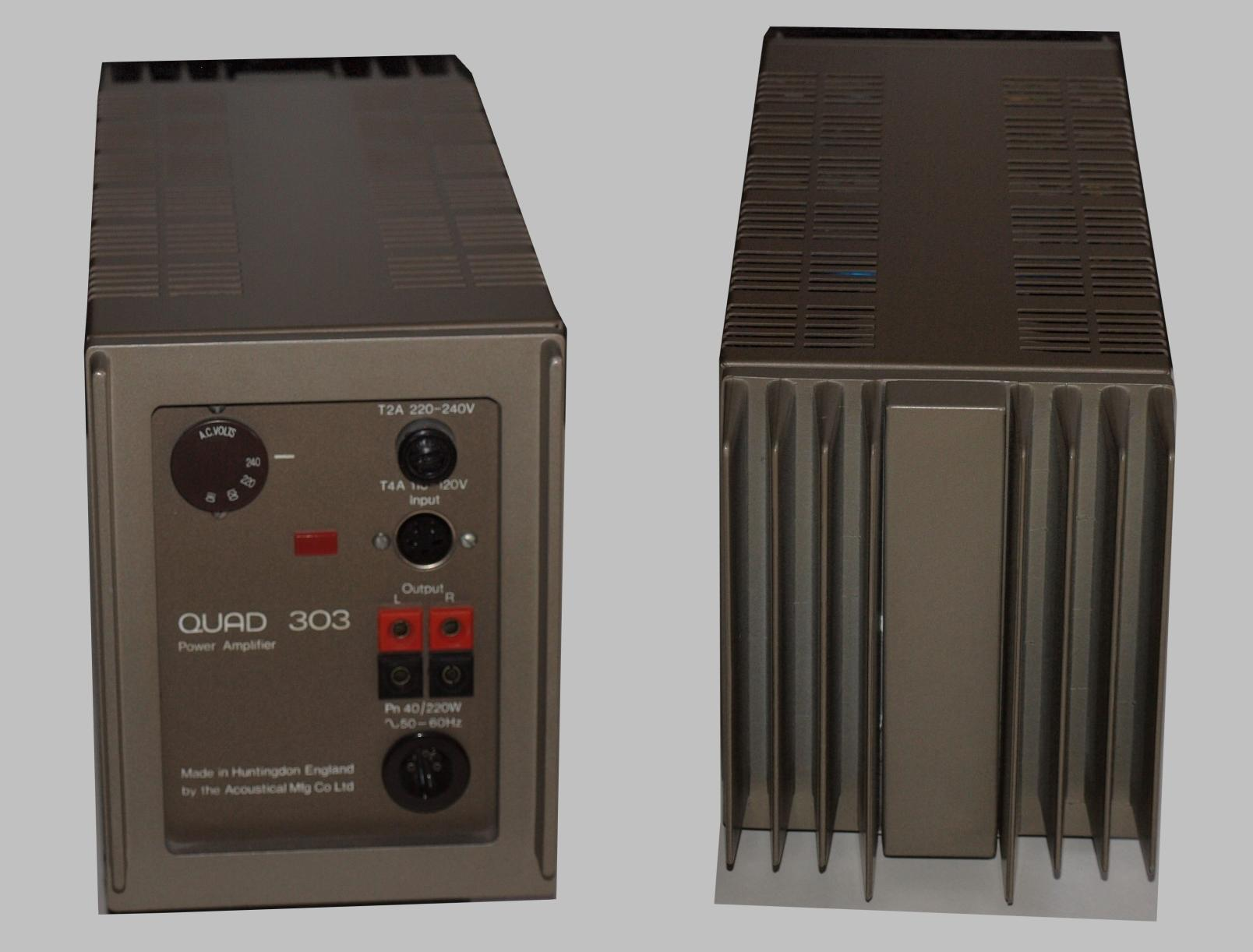
Quad 303 Endstufe

### Quad 303
Transistorendstufe mit 2 × 45 Watt an 8 Ohm; Gewicht 8 kg sowie einen sehr guten Signal-/Rauschabstand von 100 dB. Die Quad 303 wurde zusammen mit der Vorstufe Quad 33 als Nachfolgemodell der Röhrengeräte entworfen. Die Transistorendstufe 303 war damals revolutionär, denn sie hatte als erster Verstärker eine verdreifachte Ausgangsstufe („Triples Output Design“), mit der auf einem Schlag alle thermischen Probleme gelöst wurden, mit denen sich die Entwickler früherer Transistormodelle herumschlagen mussten. Die Quad 303 Endstufe ist zudem kurzschlussfest, da sie auch elektrostatische Lautsprecher betreiben kann, die teils Widerstände nahe Null aufweisen.
Nach der Meinung vieler Experten, kommt diese volltransistorisierte 303-Endstufe der Quad-Röhrenendstufe klanglich am nächsten. In den 70er Jahren für Klang und Zuverlässigkeit sehr berühmt, kamen viele dieser Endstufen auch in professionellen Feldern zum Einsatz (so z. B. bei der BBC und in mehreren kommerziellen Tonstudios; beispielsweise auch bei einigen Pink-Floyd-Aufnahmesessions als bewusst gewählte Abhörendstufe für die passiven Monitorlautsprecher).
Von der Endstufe 303 wurden zwischen 1967 und 1985 rund 94.000 Stück produziert. 1969 erhielt Peter Walker für diese Anlage einen Preis für herausragendes Industriedesign.

### Quad 34

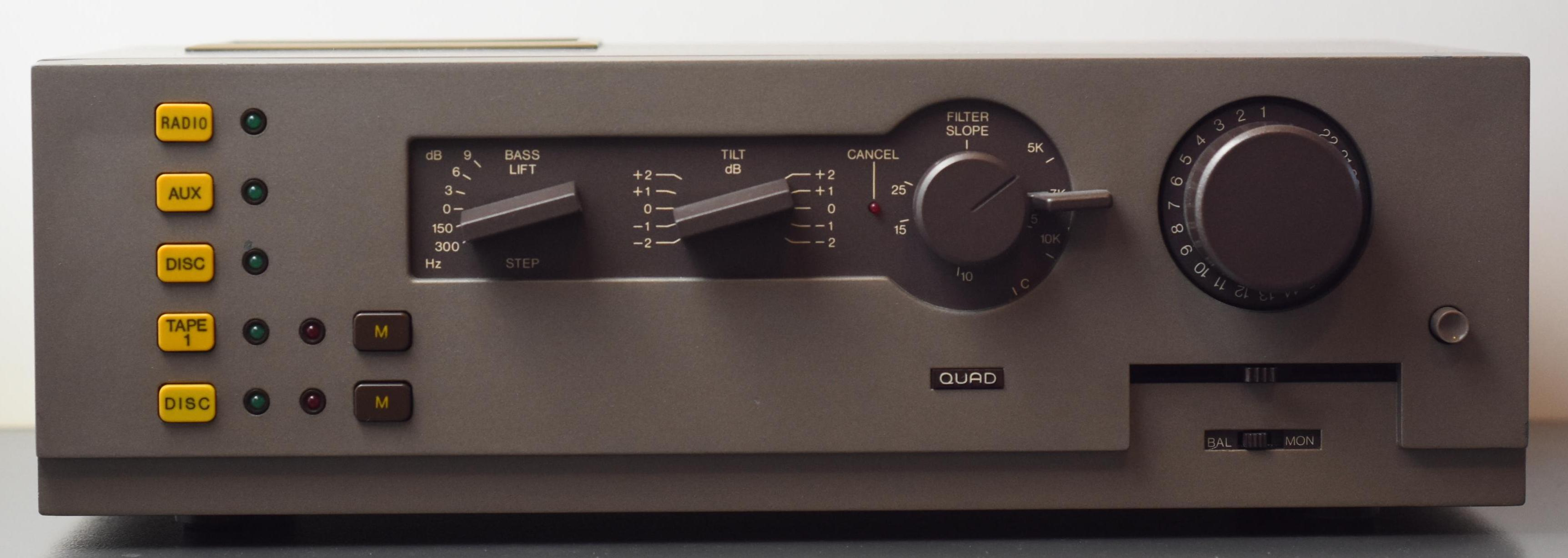
Quad 44 Vorverstärker

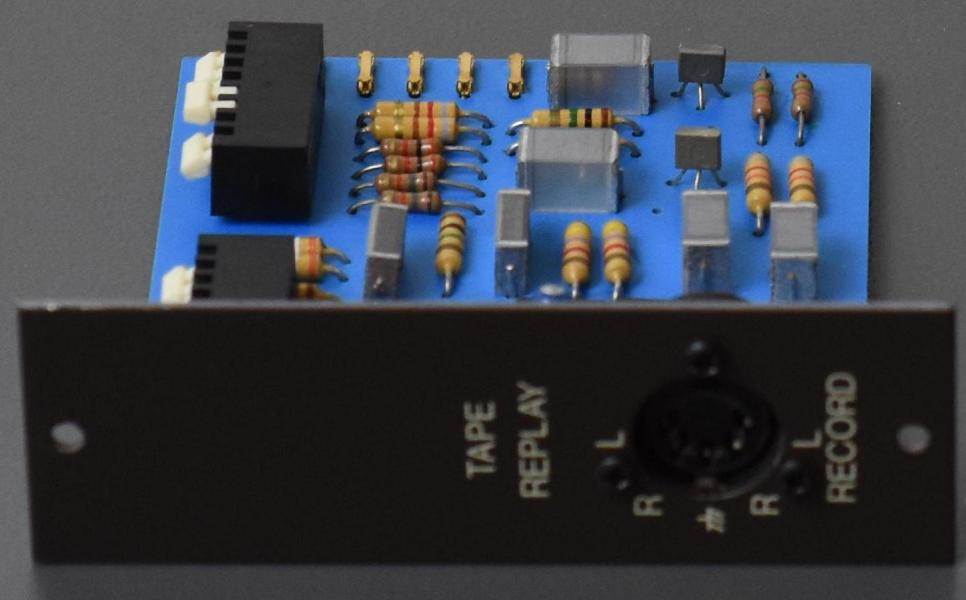
Quad 44 Modul

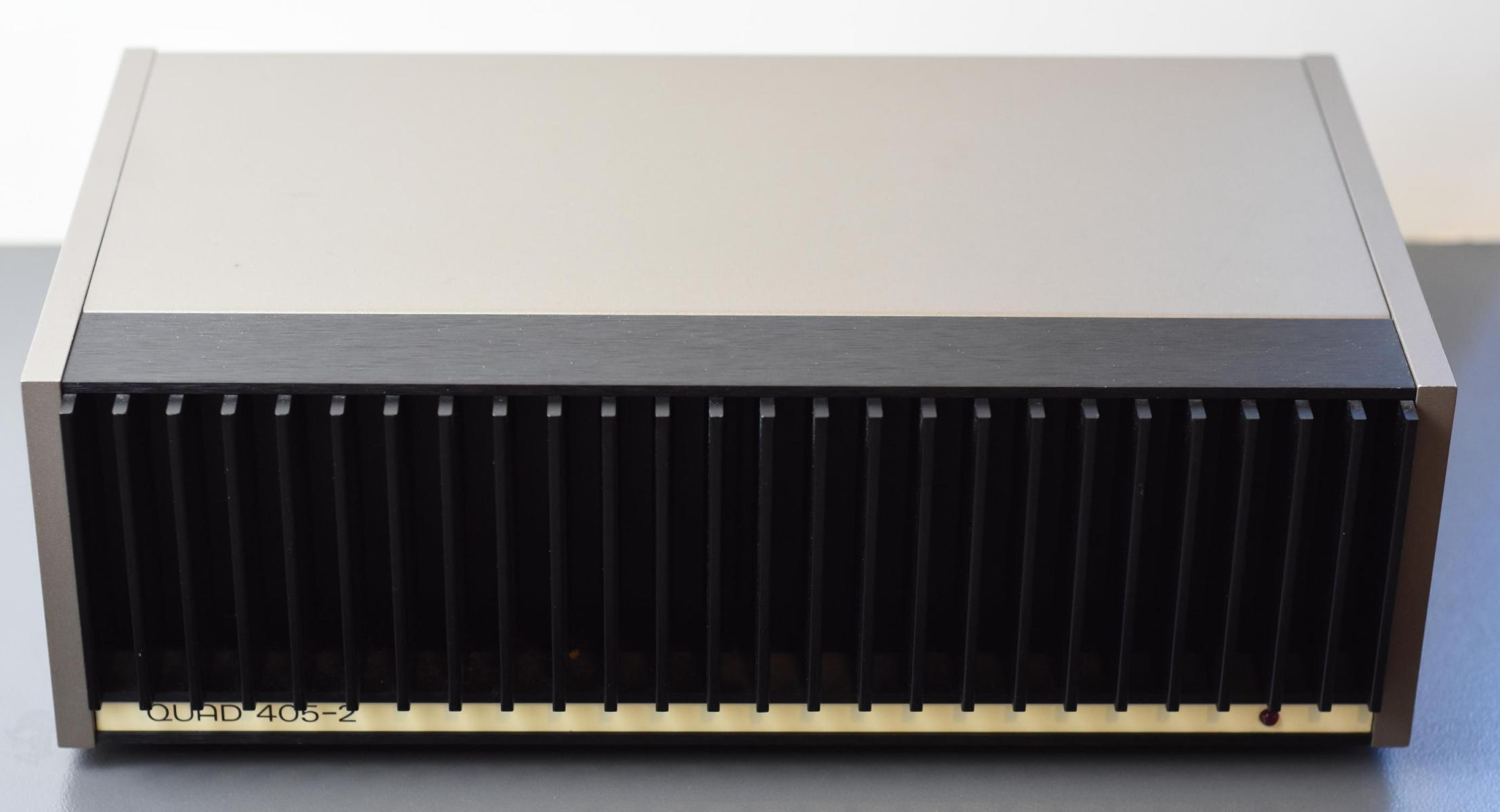
Quad 405 Endstufe

In den späten 1970er Jahren wurden die beiden Vorstufen 34 und 44 vertrieben und ersetzten das Modell 33. Farblich noch an die Quad 33 angelehnt wiesen die frühen Modelle der Quad 34 noch DIN-Anschlüsse auf. Die späteren Modelle hatten dann Cinch-Ein- und Ausgänge. Das Prinzip des Einbaus von Steckkarten für Phono-Eingänge (magnetisch oder moving coil) wurde hier noch um eine Platine für CD-Spieler ergänzt. Auch die Trennung in eine Vorstufe mit einer Endstufe wurde beibehalten. Kombiniert wurde die Quad 34 mit einer Quad 405 Endstufe. Aber auch mit einer Quad 303 kann die 34/44 kombiniert werden.

### Quad 44
Die Quad-44-Vorstufe ist der „größere Bruder“ der Quad 34 und somit der Nachfolger der Transistorvorstufe Quad 33. Als Neuerungen gab es unter anderem Cinch-Ein- und Ausgänge, einen Eingang für CD-Spieler und eine neue Klangregelung. Diese 44er Vorstufe ist komplett modular aufgebaut. Diese Modultechnik ermöglicht es dem HiFi-Betreiber den Quad 44 an die Anforderungen seiner Quellgeräte optimal anzupassen. Ob nun Radio-, CD-Player (AUX), Plattenspieler (egal ob Phono-MM- oder sogar MC) oder weitere Hochpegelgeräte (Tonband, TV etc.) angeschlossen werden sollen, der Quad 44 bietet stets einen entsprechenden Anschluss. Mit Hilfe kleiner Kippschalter / „Mäuseklavier“ kann der Quad 44 sogar an die jeweiligen Eingangspegel optimal angepasst werden, was vor allem bei einem Plattenspieler mit MC- (Moving Coil-) Tonabnehmer sehr wichtig ist.

### Quad 405
Der Verstärker Quad 405 hat eine Halbleiter-Endstufe mit vergleichsweise niedriger Verzerrung. Das wurde mit einem sogenannten Current Dumping (einer partiellen Strom-Gegenkopplung) erreicht. Das Unternehmen erhielt darauf 1976 ein Patent (U.S. Patent 3,970,953, ausgelaufen).